# Lucy, Lady Duff-Gordon
Lucy Christiana, Lady Duff-Gordon, britanska modna oblikovalka * 13. junij 1863 London, Združeno Kraljestvo † 20. april 1931 London, Združeno Kraljestvo.                 
Lucy Lady Duff-Gordon je bila britanska modna oblikovalka v poznem 19. in začetku 20. stoletja, ki je delala pod poklicnim imenom Lucile. Bila je prva britanska oblikovalka, ki je dosegla mednarodno priznanje in je bila široko priznana inovatorka v modnih slogih in v odnosih z javnostmi modne industrije. Poleg nastanka "parade manekenk", predhodnice modernih oblek, je Lucy spetla in sešila veliko novih oblek. 
Lucile je v Chicagu, New Yorku in Parizu je odprla podružnice svoje londonske hiše, njeno podjetje je postalo prva svetovna blagovna znamka kulture, ki je naredila oblačila za plemstva, nastopanje in igranje ter osebnosti na odrih in v filmih. Duff-Gordon je znana tudi kot ena od preživelih potnikov, ki je preživela potop ladje RMS Titanic leta 1912 in je tudi pričala pred ameriško in britansko preiskavo o nesreči ker je bila vkrcana v čolnu št. 1 v katerem je bilo samo 12 potnikov in naj bi s svojim možem Cosmom Duff-Gordonom odkupila posadko in jima skupaj ukazala naj se po potopu ne vračajo rešiti plavalcev v vodi. 